# IC 5283
IC 5283 est une galaxie spirale particulière située dans la constellation de Pégase. Sa vitesse par rapport au fond diffus cosmologique est de 4 433 ± 27 km/s, ce qui correspond à une distance de Hubble de 65,4 ± 4,6 Mpc (∼213 millions d'al). IC 5283 a été découverte par l'astronome français Guillaume Bigourdan en 1891.
La classe de luminosité d'IC 5283 est III-IV.

## Groupe de NGC 7515
IC 5292 est un membre du groupe de NGC 7515. Selon Levy et ses collègues, il s'agit d'un groupe d'arrière-plan de l'amas de Pégasus I en compagnie de 16 autres galaxies. Ces galaxies sont NGC 7469, NGC 7495, NGC 7515, NGC 7529, NGC 7535, NGC 7536, NGC 7570, NGC 7580, NGC 7591, IC  5283, IC  5292, UGC 12370, UGC 12423, UGC 12426, UGC 12547 et UGC 12555.
Certaines des galaxies mentionnées par Levy et ses collègues sont aussi mentionnées par A.M. Garcia dans un article publié en 1993, soit NGC 7515, NGC 7535, NGC 7536, NGC 7570 et NGC 7580. À ces cinq galaxies, Garcia ajoute les galaxies NGC 7563, UGC 12388, UGC 12403 et MCG 2-59-2. Elles sont dans la même région du ciel et à des distances semblables que les 16 galaxies retenues par Levy. Si l'on ajoute ces quatre dernières galaxies au groupe de NGC 7515, on obtient un total de 20 membres.

## Paire de galaxies

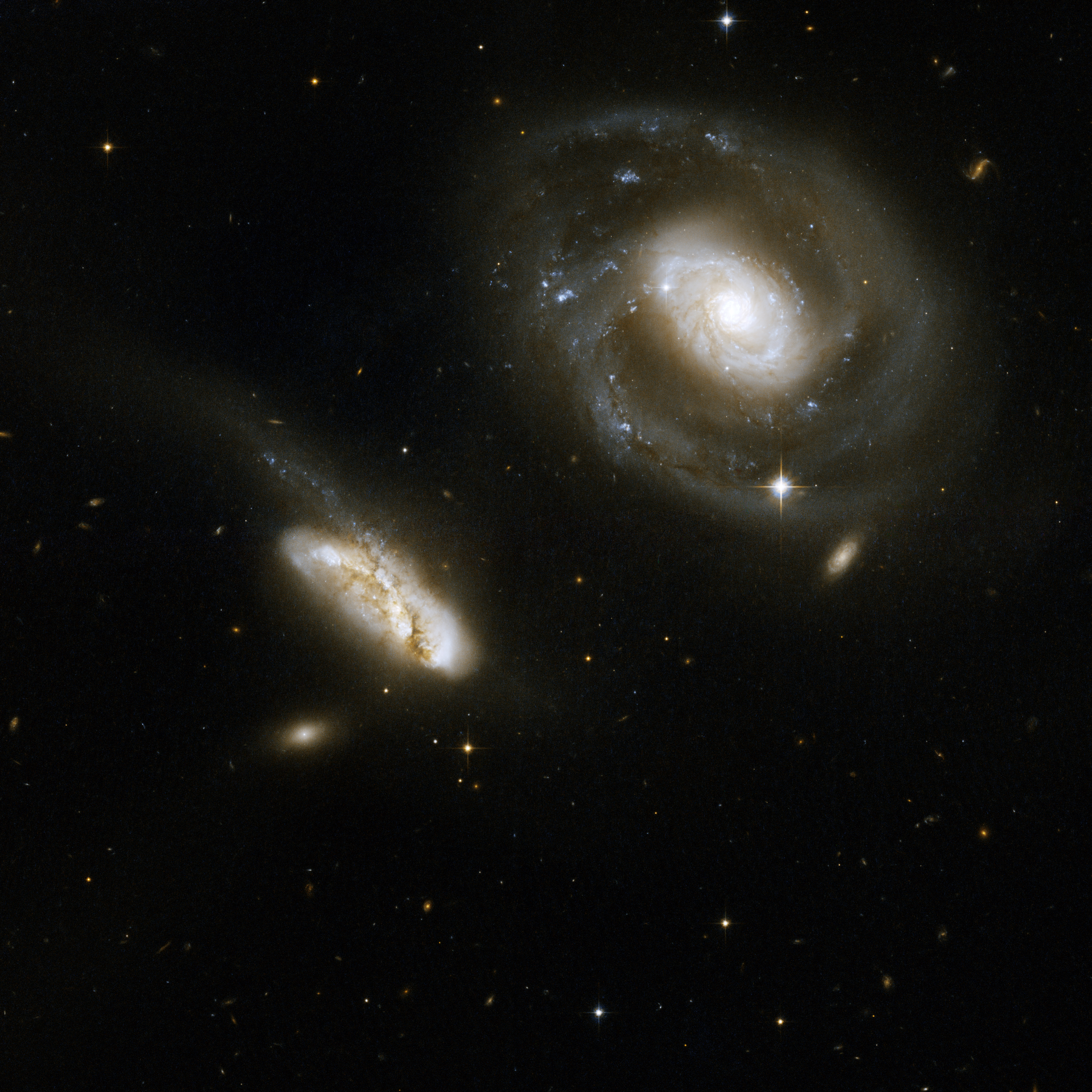
La paire de galaxies IC 5285 et NGC 7469 imagée par le télescope spatial Hubble.

IC 5283 forme une paire de galaxies en interaction gravitationnelle avec sa voisine NGC 7469. La paire figure dans l'atlas des galaxies particulières d'Halton Arp sous la cote Arp 298. Halton Arp note la présence de nœuds d'absorption dans la galaxie NGC 7469 ainsi que d'une spirale rentrante dans celle-ci.